# Васил Аврамов (историк)
Вижте пояснителната страница за други личности с името Васил Аврамов.
Васил Николов Аврамов е български юрист, историограф и нумизмат колекционер. Дописен член на Българското книжовно дружество, действителен член от 1930 г.

## Биография
Роден е на 20 март 1863 г. в Калофер. Син на видния цариградски търговец Никола Аврамов. Брат на полковник Аврам Аврамов (1859 – 1927), Стефан Аврамов (1862 – 1906) и Владимир Аврамов (1880 – 1963). Женен за Цвята Кънчева (1861 – 1943) от Габрово. Негови деца са Дора Аврамова (1894 – 1967) – по мъж Лалю Метева, Никола Аврамов (художник) (1897 – 1945) и Рачо Аврамов (1899 – 1972).
Завършва Юридическия факултет в София (1892 – 1895). Учител в Габрово (1890 – 1892). Адвокат в София от 1896 г. Окръжен съдия в Ямбол, Плевен и Враца. Съдия в София. Директор на БНБ, началник на ипотечния отдел на БНБ (1920 – 1935).
Взема участие в Сръбско-българската война (1885), като доброволец на Червения кръст, а по-късно във войните за национално обединение (1912 – 1918). В периода 1916 – 1918 е секретар на Македонската военноинспекционна област. Член на поборническото дружество „Сливница“.
Нумизмат-колекционер. Колекционира от 1894 г. В 1910 г. колекцията му наброява 7076 монети. През 1912 г. тя е откупена от Народния музей в София. В колекцията преобладават монети, сечени на Балканския полуостров в античността и средновековието. Създава втора колекция, която през 1945 г. наброява около три хиляди монети. В сбирката има 1500 денара и антониана от голямото съкровище, намерено в Девня (античния Марцианопол). Тази колекция е разпръсната от наследниците на Аврамов. Автор е на няколко труда по средновековна българска история. Дописен и действителен (1930) член на Книжовното дружество. Един от учредителите на Българския археологическия институт (1920).
Признат за първия български критик в областта на историята. Има издадени няколко монографии – „Траяновият път от Карпатите през Дунав и Балкана за Пловдив“ (1914), „Войната на България с Византия в 1190 г.“ (1929), „Войната между Византия и България в 986 и обсадата на София от императора Василий II Българоубиец“ (1936).
През 1921 г. е избран за благодетелен член на Калоферската дружба в София. Благодетелни членове на дружбата също така са били братята му полк. Аврам Аврамов и Владимир Аврамов, братовчед му Аврам П. Аврамов и др. родственици.
Притежател е на 3926 акции от Първо българско за цимент акционерно дружество „Лев“ – гр. Плевен, 26 акции от Застрахователно дружество „България“, 20 акции от Шуменската търговска Банка, 35 акции от Пловдивската индустриална Банка и 8 акции от Застрахователно дружество „Балкан“.
Умира на 7 април 1946 в София.

## Справочни издания
- Начов, Никола. „Калоферъ въ миналото“, Калоферска дружба въ София, 1927
- Начов, Никола. „Калофер в миналото“, Земиздат, 1990
- Чолов, Петър. „Български историци“, Наука и изкуство, 1981
- Чолов, Петър. „Български историци“, Акад. изд. Проф. Марин Дринов, 1999
- Харитонов, Христо. „Нумизматика в България“, Абагар, 2000